# Художній музей Перес (Маямі)
Художній музей Перес (англ. Pérez Art Museum Miami, скор. PAMM) — знаходиться на території Музею-парку, в районі Даунтаун міста Маямі, США, музей сучасного мистецтва.

## Загальні відомості
Музей мистецтв Перес був заснований в 1984 році як «Центр образотворчих мистецтв» (Center for the Fine Arts), як музей, функціонує з 1996 під назвою «Музей мистецтв Маямі». Після завершення будівництва швейцарськими архітекторами і дизайнерами фірми Herzog & de Meuron в 2013 році (розпочато в 2010 році) нової будівлі, музей отримав нинішню назву. Розташований за адресою Біскейн-бульвар 1103 (1103 Biscayne Boulevard), на території яка займає 20 акрів Музею-парку міста Маямі.
У перші 4 місяці після відкриття нового, сучасного будинку Музею мистецтв Перес його відвідали понад 150 тисяч осіб. Протягом року ця кількість склала понад 300 тисяч відвідувачів. Директор музею — Том Коллінз (Thom Collins).
Поблизу нової будівлі музею знаходиться станція метромуверу Маямі «Музей-парк» (Museum Park (Metromover station)).

## Збори
В художніх зборах Музею мистецтв Перес представлені експонати країн Америки, Західної Європи та Африки, як сучасного мистецтва, так і створені в XX столітті. З моменту відкриття нової будівлі музею його колекція включає в себе близько 1800 об'єктів, приблизно 500 з яких були придбані для експозиції в 2013 році. Серед них роботи таких майстрів, як Джон Бальдессарі, Олафур Еліассон, Ден Флавін. У постійному фонді виставки представлені твори художників і скульпторів другої половини XX — початку XXI століть — Пурвіса Янга, Джозефа Корнелла, Джеймса Розенквіст, Френка Стелли, Кьянде Уайлі, Кікі Сміт. Слід зазначити що зберігаються тут твори латиноамериканських майстрів: кубинських художників Хосе Вальдеса і Віфредо Лама, мексиканських — Дієго Рівери і Даміана Ортеги, колумбійця Беатриса Гонсалеса, художника з Уругваю Хоакіна Гарсія Торреса і інших. У 2012 році американський підприємець Крейг Робінс передав музею з власної колекції 102 картини, художні фотографії, скульптури та інші твори мистецтва.
У 2012 році Музей мистецтв Перес витратив 500 тисяч доларів США на створення фонду Афро-американського мистецтва і придбання експонатів для нього.

## Скандали
У лютому 2014 року один з художників з Маямі, Максімо Камінеро, в знак протесту проти політики Музею, які ігнорували (на його думку) місцевих майстрів, знищив в музеї кольорову вазу китайського художника-дисидента Ай Вейвея вартістю в 1 мільйон доларів. За рішенням суду М. Камінеро був засуджений на 18 місяців ув'язнення умовно.